# 麦克氏卵眼绵鳚
麦克氏卵眼绵鳚，為輻鰭魚綱鱸形目绵鳚亞目绵鳚科的其中一種，分布於南冰洋海域，屬底棲性魚類，棲息深度1299-3038公尺，體長可達11.1公分。

## 扩展阅读
維基物種上的相關：麦克氏卵眼绵鳚